# Italochrysa peringueyi
Italochrysa peringueyi är en insektsart som först beskrevs av Peter Esben-Petersen 1920. 
Italochrysa peringueyi ingår i släktet Italochrysa och familjen guldögonsländor. Inga underarter finns listade i Catalogue of Life.